# 21 Девы
q Девы (лат. q Virginis), 21 Девы (лат. 21 Virginis), HD 109309 — одиночная звезда в созвездии Девы на расстоянии приблизительно 279 световых лет (около 85,6 парсек) от Солнца. Визуальная звёздная величина звезды — +5,472m. Возраст звезды определён как около 366 млн лет.

## Характеристики
21 Девы — бело-голубая звезда спектрального класса A0IV, или A0V, или A0, или B9V. Масса — около 2,79 солнечной, радиус — около 2,324 солнечного, светимость — около 46,259 солнечной. Эффективная температура — около 9438 K.

## Планетная система
В 2019 году учёными, анализирующими данные проектов Hipparcos и Gaia, у звезды обнаружена планета HIP 61318 b.